# Donjeux
|  | Per a altres significats, vegeu «Donjeux (Mosel·la)». |

Donjeux és un comú francès al departament de l'Alt Marne (regió de Gran Est). L'any 2007 tenia 401 habitants. Donjeux té un castell encimbellat sobre un promontori i el seu nom combina dun (que significa ciutadella, fortalesa, recinte fortificat) i jeu (alçada, promontori elevat).

## Demografia

### Població
El 2007 la població de fet de Donjeux era de 401 persones. Hi havia 140 famílies de les quals 36 eren unipersonals (16 homes vivint sols i 20 dones vivint soles), 44 parelles sense fills, 48 parelles amb fills i 12 famílies monoparentals amb fills.
La població ha evolucionat segons el següent gràfic:

### Habitatges
El 2007 hi havia 174 habitatges, 149 eren l'habitatge principal de la família, 15 eren segones residències i 10 estaven desocupats. 169 eren cases i 5 eren apartaments. Dels 149 habitatges principals, 104 estaven ocupats pels seus propietaris, 39 estaven llogats i ocupats pels llogaters i 6 estaven cedits a títol gratuït; 4 tenien dues cambres, 16 en tenien tres, 35 en tenien quatre i 94 en tenien cinc o més. 120 habitatges disposaven pel capbaix d'una plaça de pàrquing. A 64 habitatges hi havia un automòbil i a 63 n'hi havia dos o més.

### Piràmide de població
La piràmide de població per edats i sexe el 2009 era:
| Homes | Edats   | Dones |
| ----- | ------- | ----- |
| 0     | 95 o +  | 0     |
| 4     | 90 a 94 | 0     |
| 4     | 85 a 89 | 12    |
| 0     | 80 a 84 | 8     |
| 8     | 75 a 79 | 4     |
| 4     | 70 a 74 | 12    |
| 8     | 65 a 69 | 0     |
| 20    | 60 a 64 | 8     |
| 24    | 55 a 59 | 12    |
| 8     | 50 a 54 | 20    |
| 12    | 45 a 49 | 12    |
| 4     | 40 a 44 | 16    |
| 12    | 35 a 39 | 12    |
| 12    | 30 a 34 | 8     |
| 12    | 25 a 29 | 12    |
| 24    | 20 a 24 | 8     |
| 8     | 15 a 19 | 24    |
| 12    | 10 a 14 | 20    |
| 12    | 5 a 9   | 4     |
| 16    | 0 a 4   | 4     |

## Economia
El 2007 la població en edat de treballar era de 263 persones, 171 eren actives i 92 eren inactives. De les 171 persones actives 154 estaven ocupades (87 homes i 67 dones) i 17 estaven aturades (8 homes i 9 dones). De les 92 persones inactives 21 estaven jubilades, 22 estaven estudiant i 49 estaven classificades com a «altres inactius».

### Ingressos
El 2009 a Donjeux hi havia 152 unitats fiscals que integraven 402 persones, la mediana anual d'ingressos fiscals per persona era de 14.532 €.

### Activitats econòmiques
Dels 15 establiments que hi havia el 2007, 3 eren d'empreses de construcció, 6 d'empreses de comerç i reparació d'automòbils, 2 d'empreses de transport i 4 d'empreses classificades com a «altres activitats de serveis».
Els 3 establiments de servei als particulars que hi havia el 2009 eren una oficina de correu, una funerària i una lampisteria.
L'any 2000 a Donjeux hi havia 4 explotacions agrícoles.

## Equipaments sanitaris i escolars
El 2009 hi havia una escola elemental integrada dins d'un grup escolar amb les comunes properes formant una escola dispersa.

## Poblacions properes
El següent diagrama mostra les poblacions més properes.